# Schindler Aufzüge

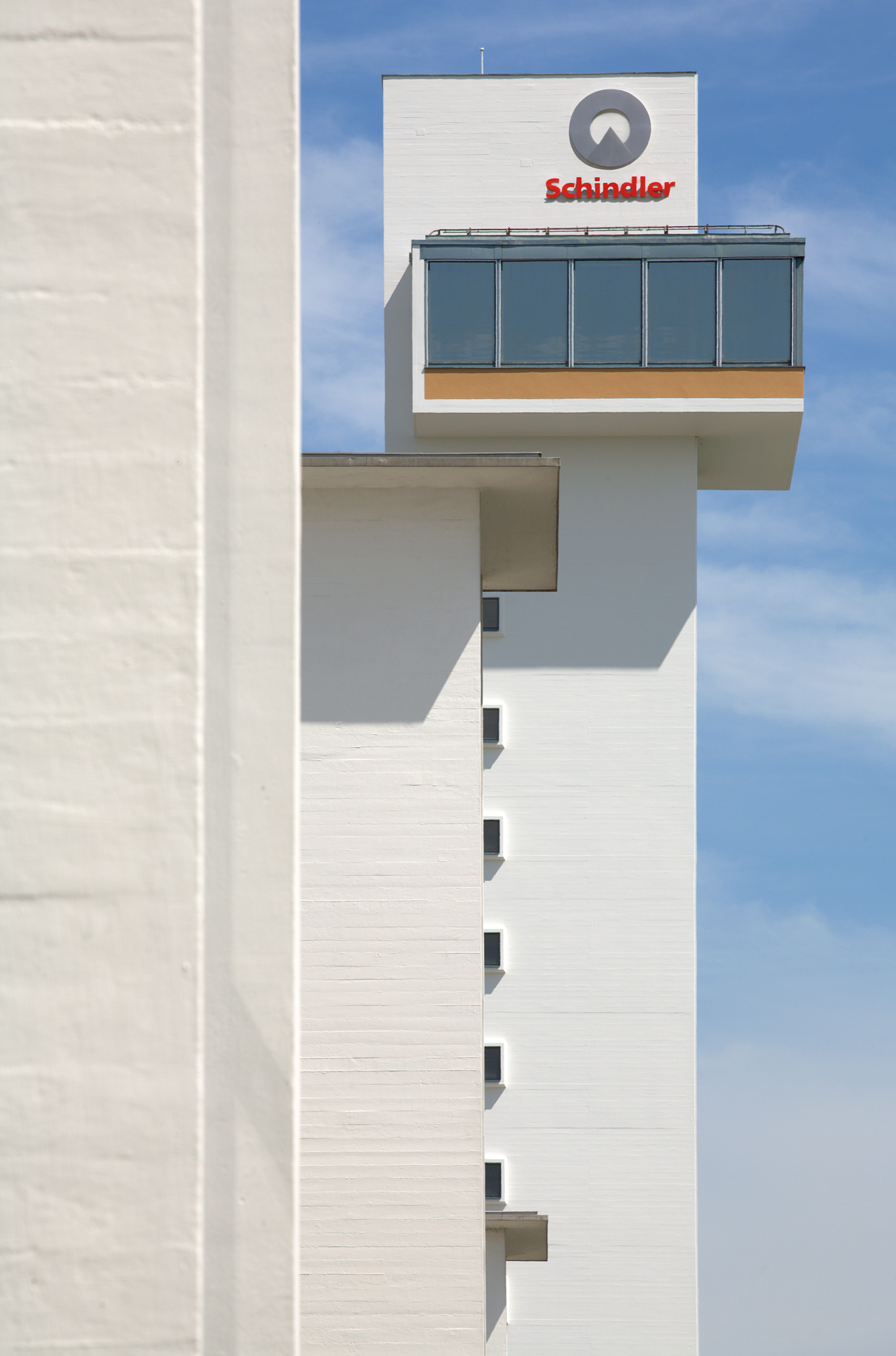
Testturm am Hauptsitz von Schindler in Ebikon

Die Schindler Aufzüge AG ist ein Schweizer Unternehmen mit Sitz in Ebikon im Kanton Luzern, das seit 1874 international im Bau und Unterhalt von Aufzügen und Fahrtreppen tätig ist.
Die Tochtergesellschaft der in Hergiswil ansässigen Schindler Holding bestimmt massgeblich das operative Geschäft des Konzernbereichs «Aufzüge & Fahrtreppen». Schindler ist nach der Otis Elevator Company der weltweit zweitgrösste Hersteller von Aufzugsanlagen und grösster Hersteller von Fahrtreppen und Fahrsteigen.

## Geschichte
Das Unternehmen wurde 1874 durch Robert Schindler (* 31. März 1850; † 6. November 1920) in Luzern gegründet und stellte zunächst landwirtschaftliche Maschinen her. 1892 begann die Fabrikation elektrisch betriebener Aufzüge, die sich aufgrund des Hotelbaubooms Ende des 19. Jahrhunderts zum mit Abstand wichtigsten Geschäftsfeld entwickelte. Bereits 1906 wurde in Berlin die erste Niederlassung im Ausland gegründet. Während des Ersten Weltkriegs stellte Schindler auch Munition her. 1929 entstand die Holding «Pars Finanz» als Dachgesellschaft des Konzerns.
1936 installierte Schindler erstmals eine Fahrtreppe, ein Jahr später wurde in Brasilien die erste überseeische Betriebsstätte eröffnet. Nach dem Zweiten Weltkrieg erfolgte eine Diversifizierung der Produktion; Schindler stellte nun auch Baukräne, Motoren und Pumpen her. Von grosser Bedeutung war die 1945 begonnene Fertigung von Eisenbahn- und Strassenbahnwagen im Werk Pratteln. 1956 erwarb die Pars Finanz einen 30-Prozent-Anteil an der Schweizerischen Wagons- und Aufzügefabrik (SWS) in Schlieren und übernahm das Unternehmen vier Jahre später ganz, wodurch sich das Eisenbahngeschäft zu einem wichtigen Standbein von Schindler entwickelte.
1957 zog das Stammhaus von Luzern ins benachbarte Ebikon um, 1961 baute das Tochterunternehmen SWS den weltweit ersten Aufzug mit Transistorsteuerung. Ab 1970 firmierte die Pars Finanz als Schindler Holding. 1974 begann mit der Gründung der Jardine Schindler Group, einem Joint-Venture mit Jardine Matheson Holdings, die Expansion in den asiatischen Raum. Ausgebaut wurde diese Präsenz 1980 mit CSE China Schindler Elevators, dem ersten Joint-Venture eines westlichen Industriekonzerns mit einem chinesischen Staatsbetrieb (seit 2000 vollständig in Besitz von Schindler). Der Einstieg in den US-Aufzugsmarkt erfolgte 1979 mit der Übernahme der Haughton Elevator Company. Zehn Jahre später übernahm Schindler die Aufzug- und Fahrtreppensparte der Westinghouse Electric Corporation.
1988 stieg Schindler mit der Übernahme der Also AG in das Informatikdistributionsgeschäft ein. Nachdem 1985 das SWS-Werk in Schlieren geschlossen worden war, wurde 1993 das verbliebene Eisenbahngeschäft als Schindler Waggon ausgelagert und schliesslich drei Jahre später verkauft. 1997 wurde mit «Schindler Mobile» ein neuartiges Aufzugssystem präsentiert, bei dem der Antrieb unter der Kabine montiert ist. 1998 erwarb Schindler die deutsche Haushahn GmbH, ein Jahr später die Aktienmehrheit von Elevadores Atlas in Brasilien. Im Jahr 2000 stellte Schindler das weltweit erste vollsynthetische Aufzugsseil vor, 2009 übernahm es die Saudi Elevator Corporation.
Im Februar 2007 verhängte die EU-Kommission eine Kartellstrafe in Rekordhöhe gegen Schindler und vier weitere Konzerne, die am Aufzugs- und Fahrtreppenkartell beteiligt waren. Die Kommission stellte fest, dass zwischen 1995 und 2004 Aufträge untereinander aufgeteilt worden waren, damit jedes der Unternehmen seine Marktanteile halten konnte. Eine von Schindler verfolgte Anfechtung der Busse wurde im Jahr 2013 abgewiesen, sodass die gegen den Konzern verhängte Strafe in Höhe von 143,7 Mio. € bestehen blieb.

## Grossprojekte
1979 begann Schindler mit dem Bau von Hochleistungsanlagen. Beispielsweise wurde im Fernmeldeturm Nürnberg eine Anlage installiert, die bei einer Förderhöhe von 193 Metern 6,3 Meter pro Sekunde zurücklegt. 1988 installierte Schindler in Europas höchstem Bürogebäude, dem Messeturm in Frankfurt am Main, 24 Hochleistungsaufzüge und vier Fahrtreppen.
Der Hammetschwand-Lift auf dem Bürgenstock bei Luzern, Europas höchster freistehender Aufzug, wird technisch von Schindler betreut und ist 1990 generalsaniert worden.
Der Torre Schindler in Sevilla wurde nach dem Unternehmen benannt.

## Schindler in Deutschland
Die heutige Schindler Deutschland AG & Co. KG wurde 1906 als erste Auslandstochter des Schweizer Unternehmens unter dem Namen «Spezialfabrik für elektrische Aufzüge mit automatischer Druckknopfsteuerung» ins Berliner Handelsregister eingetragen. Um auch in Westdeutschland in Kundennähe zu sein, gründete Schindler 1954 Stützpunkte in Neuss, Hamburg, Frankfurt und Würzburg. 1977 stieg das Unternehmen in Deutschland in den Markt für Fahrtreppen und Fahrsteige ein.
Nach der Wende setzte Schindler in Deutschland die Strategie der Zukäufe fort, die bereits in den 1980er Jahren begonnen worden war, und erschloss den Markt im Osten Deutschlands. Auch im Westen kamen neue Unternehmen hinzu. Geschäftsführer der Schindler Aufzüge GmbH in Berlin war in den 1980er Jahren der Elektroingenieur Walter Egloff. Durch die Übernahme von Haushahn mit Sitz in Stuttgart am 17. Dezember 1998, dem damals fünftgrössten deutschen Aufzugsunternehmen, stieg Schindler zum Marktführer in Deutschland auf und hält diese Stellung bis heute. Im Juni 2016 kaufte Schindler Holding den ostdeutschen Lifthersteller FB (FB Gruppe), welcher in die Schindler Deutschland eingegliedert wurde.